# Paul Ehmig
Paul Ehmig (* 30. August 1874 in Reudnitz bei Leipzig; † 12. August 1938 in Schwerin (durch Suizid)) war ein deutscher Architekt und Baubeamter im mecklenburgischen Staatsdienst.

## Biografie
Paul Ehmig war ein Sohn des Steinmetzmeisters Max Adelbert Ehmig und dessen Frau Margarete Albertine, geborene Fränkel. Ehmig besuchte als begabter Handwerkersohn ein Realgymnasium in seiner Heimatstadt Leipzig und studierte an der Technischen Hochschule Dresden und der Technischen Hochschule München. 
Nach der Ernennung zum sächsischen Regierungsbaumeister (Assessor im öffentlichen Hochbauwesen) folgte er 1905 einem Ruf als Bausenator und Präsident der kommunalen Bauverwaltung in Rostock, wo er u. a. einen Bebauungsplan für Warnemünde erstellte. 
1908 wurde er Großherzoglich Mecklenburgischer Baudirektor und Chef der Staatsbauverwaltung in Schwerin, zunächst als Ministerialrat, 1911 als Ministerialdirektor der Abteilung Hochbau im Ministerium für Finanzen im Großherzogtum und späteren Freistaat Mecklenburg-Schwerin. Am 25. September 1916 erhielt er gemeinsam mit dem Geheimen Baurat Gustav Hamann durch den Großherzog Friedrich Franz IV. von Mecklenburg-Schwerin die Verdienstmedaille in Gold.
Nach langjähriger Arbeit schloss er sein dreibändiges Werk Das deutsche Haus ab, wofür ihm die Technische Hochschule Hannover 1920 die Ehrendoktorwürde verlieh.
1928 nahm Ehmig aus gegebener dienstlicher, nicht persönlicher Veranlassung seinen Abschied aus dem Dienst und ging in den Ruhestand.
Zu den bedeutendsten öffentlichen Bauten Ehmigs gehören das Gebäude des Staatsarchivs in Schwerin (1909–1911) und das Justizgebäude am Schweriner Demmlerplatz (1913–1916). Nach seinem Entwurf von 1916 wurde der Ehrenfriedhof auf dem Schweriner Alten Friedhof gebaut.
Ehmig war ordentliches Mitglied der Freien Deutschen Akademie des Städtebaues.
1931 erbaute er sich in der Cecilienallee (heute Schloßgartenallee 66) die Villa Seehaus, die er bis 1936 bewohnte. Es ist zu vermuten, dass Ehmig den Freitod gewählt hat, denn er galt als jüdischer Mischling zweiten Grades und war jüdisch versippt. Seine Mutter war eine Halbjüdin. Man fand  Ehmig am 12. August 1938 tot im Kreuzkanal des Schweriner Schlossgartens. Sein Nachlass befindet sich im Landeshauptarchiv Schwerin.
Paul Ehmig war seit 1903 verheiratet mit Helene Margarete Andrae (* 1881), einer Tochter des Dresdener Geheimen Oberbaurates Karl Hermann Andrae und dessen Frau Auguste Sidonie, geborene Schmidt. Er war damit Schwager des späteren Direktors des Vorderasiatischen Museums in Berlin Walter Andrae und der Malerin Elisabeth Andrae. Paul Ehmig war Vater von drei Töchtern.

## Werke

### Bauten und Entwürfe
Zu seinen eigenen Entwürfen zählen:
- 1908–1912: sämtliche Hochbauten auf dem Neuen Friedhof in Rostock
- 1909–1911: Geheimes Staatsarchiv, heute Landeshauptarchiv Schwerin
- 1910 0000: Gebäude der Mecklenburgischen Hypotheken- und Wechselbank am Neuen Markt in Rostock
- 1911 0000: Hauptgebäude der Lungenheilstätte in Schwaan
- 1913–1916: Landgerichtsgebäude an der Königsbreite (heute Demmlerplatz) in Schwerin
- 1916 0000: Ehrenfriedhof auf dem Alten Friedhof in Schwerin
- 1927–1931: Rote Marmortreppe im Haupttreppenhaus des Schweriner Schlosses
- 1928 0000: Kurhaus Warnemünde, dessen Planungen bis ins Jahr 1898 zurückgehen

### Schriften
- Das deutsche Haus. Sechs Bücher über Entwicklung, Bedingungen, Anlage, Aufbau, Einrichtung und Innenraum. Berlin 1914–1922.
- Kulturgrundlagen des Städtebauens. Berlin 1927.